# ポストヒューマン (人類進化)
ポストヒューマン（英: Posthuman）は、トランスヒューマニズムによる概念。仮説上の未来の種であり、「その基本能力は現在の人類に比べて非常に優れていて、現代の感覚ではもはや人間とは呼べない」ものとされる。

## 概要
ポストヒューマンは、過激な人間強化と自然な人類の進化の組合せによって生み出されると説明されることもある。この場合、ポストヒューマンと他の仮説上の（人間ではない）新たな種との違いは、ポストヒューマン自身かその先祖が人間であったという事実だけである。従って、ポストヒューマンの前提条件としてトランスヒューマンがある。トランスヒューマンは人間の限界を超える強化をしたものであるが、同時に人間と認識されるものである。
ポストヒューマンの形態として、人間と人工知能の共生、意識のアップロード、サイボーグなども考えられる。例えば、分子ナノテクノロジーによって人間の器官を再設計したり、遺伝子工学、精神薬理学、延命技術、ブレイン・マシン・インターフェース、進化した情報管理ツール、向知性薬、ウェアラブルコンピューティングなどの技術を適用することも考えられる。
ポストヒューマンは、現在の人間の尺度から見て「神」のような存在になるとする考え方もある。これは一部のサイエンス・フィクションにあるような強化された人体等といった生易しい話では済まず、ポストヒューマンが築き上げる世界があまりにも高度で洗練されているため、生身の人間が見たらその意味を全く理解できないだろうということである。例えば、ポストヒューマンはもはや生物とも思えないような異形の姿をしていて（例えば環境への適応性を極限まで高めるために霧のような不定形の姿をしているかもしれない）生身の人間には所在が分からなかったり、生身の人間には複雑怪奇にしか見えない構造物が、ポストヒューマンにとっては便利な道具であったりする。従って、生身の人間にとって、限界を超えた能力を要求される環境は複雑怪奇に見えて暮らし辛いであろうから、ポストヒューマンによる配慮で生身の人間にとって理解できる程度の単純な環境を用意するかも知れない。つまり、ポストヒューマンと生身の人間が共存する社会は、動物園仮説のような状況に陥る可能性が高い。
どこまで変化（進化）したら人間はポストヒューマンになるのか？ 『心の仕組み』を書いたスティーブン・ピンカーは、テセウスの船のパラドックスの例でもある次のような仮説を提唱した:

外科手術であなたのニューロンの1つを同等の入出力機能を持つマイクロチップと置き換えたとする。あなたは以前とまったく変わらないだろう。そしてもう1つ、さらにもう1つと置換を続けていけば、あなたの脳はどんどんシリコンの塊りになっていく。各マイクロチップが正確にニューロンの機能を模倣するので、あなたの行動や記憶は以前と全く変わらない。違いに気づくだろうか？ 死んでいるように感じるだろうか？ あなたのものではない意識が入り込んだように感じるだろうか？

この記事では、地球上に人類が存在しなくなった未来に生まれるであろう支配的な種をポストヒューマンとは定義していない。